# Давньогрецький храм

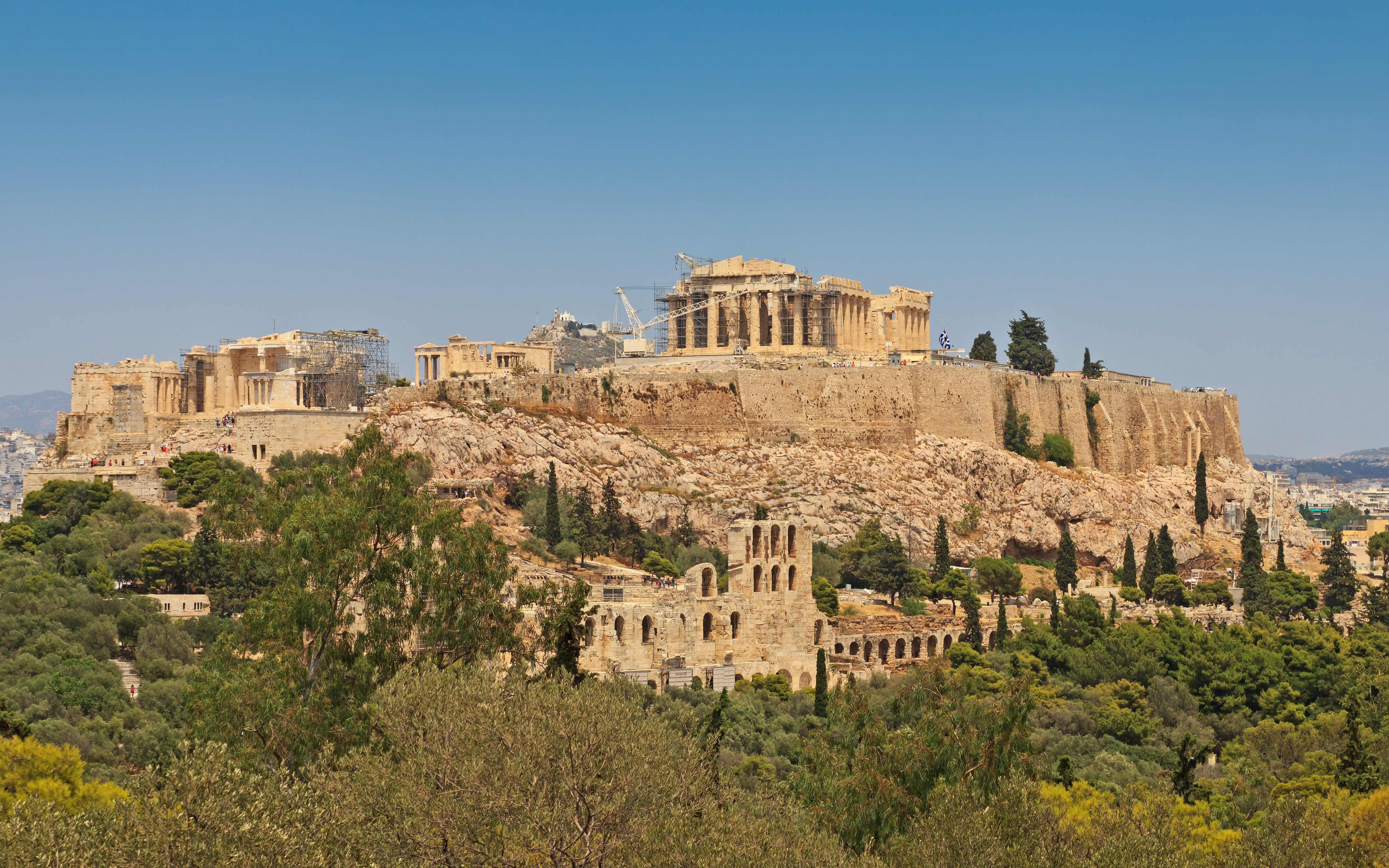
Руїни Партенону (Атени, Греція)

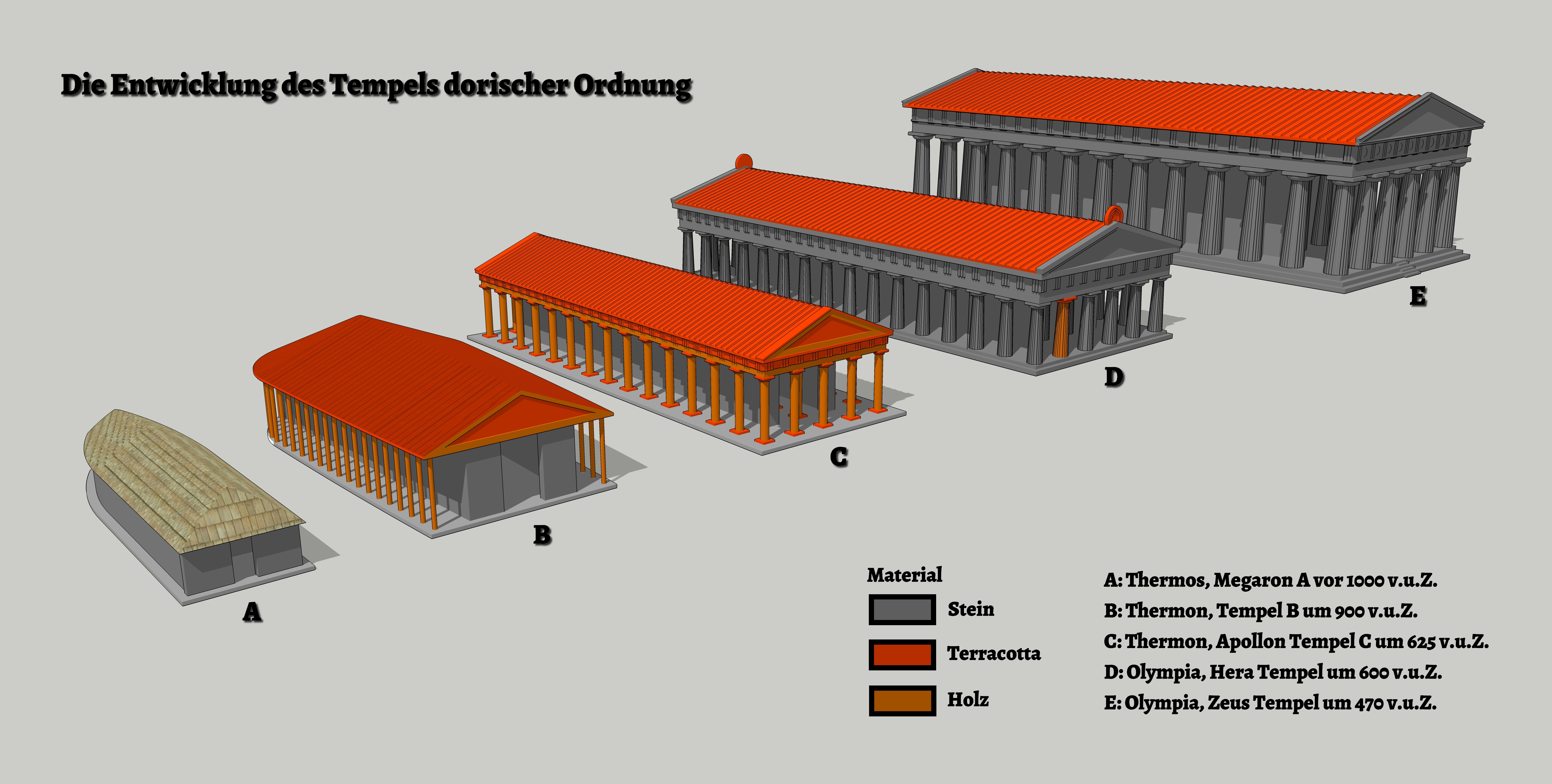
Типи храмів за матеріалом

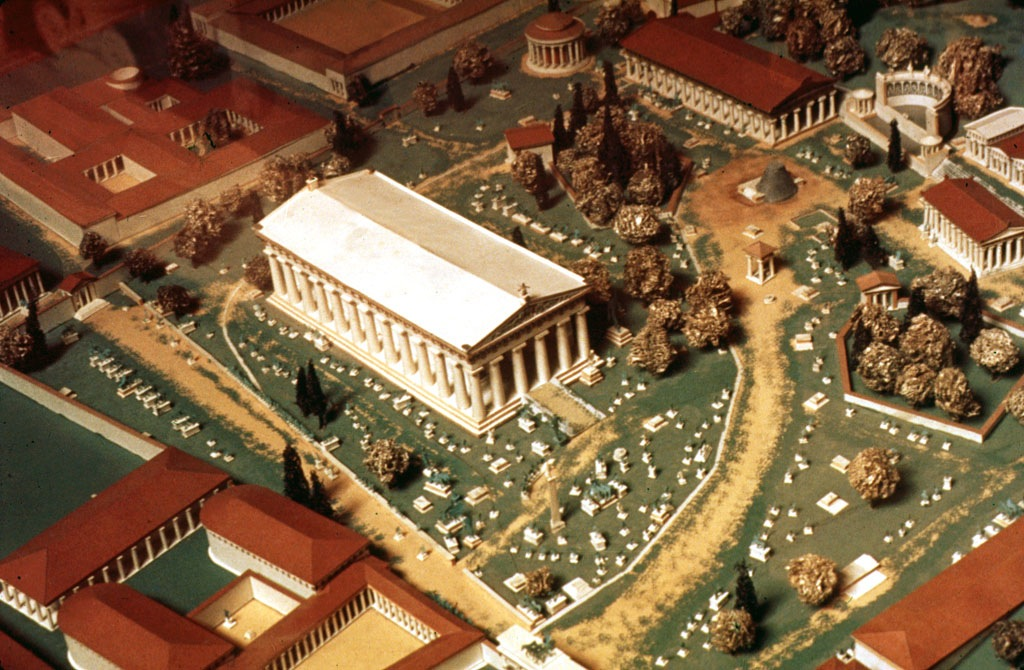
Модель храму Зевса Олімпійського з храмовими межами

Давньогрецький храм (дав.-гр. ναός, naós, «хороми, храм (як помешкання)») — у грецькому язичництві святилище, місце перебування божеств. Розташовувалися, зазвичай, на підвищенні, у мальовничому місці. Призначалися для розміщення зображень божества, переважно скульптур. Основні ритуали — принесення жертв, складання присяг тощо відбувалися надворі. Там само відбувалися й збори — за межами храмової будівлі. Храму належала прилегла територія (межі святилища), оточена стіною, де могли розміщуватися священні гаї, печери, джерела або малі кумирні. Сам храм найчастіше служив місцем збереження пожертв від віруючих. Храмова архітектура була універсальною і найпоширенішою в грецькому (еліністичному) світі, за винятком еліністичних держав Азії (Бактрії, Парфії) й Північної Африки (Єгипту). Більшість храмів була розташована астрономічно. Протягом IX — VI ст. до н.е. храми розвинулися з простих будинків із цегли-сирцю і дерева у монументальні, математично досконалі споруди з каменю, з портиками і колонадами, висотою більше 20 м. Вони відрізнялися за стилем: дорійські, іонічні, коринтські (з ІІІ ст до н.е.). Храми також різнилися за планом будівлі: переважно були прямокутними, рідше квадратними чи круглими. Після ІІ ст. до н.е. будівництво великих храмів занепало. Всупереч поширеним уявленням, храми розмальовувалися у яскраві кольори червоного і синього, що контрастували із білим мармуром; більш заможні храми оздоблювалися золотом, позолотою, барельєфами і додатковими скульптурами. Фундуванням будівництва займалися поліси (міста), міські жреці, або правителі еліністичної доби. Найвідоміший храм — храм Афіни Паллади (Партенон) на Афінському акрополі.

## Список
- Храм Артеміди
- Храм Афродіти Кітерійської
- Храм Гефеста
- Храм Зевса Олімпійського
- Гекатомпедон